# Préfecture apostolique du Sahara occidental
La préfecture apostolique du Sahara occidental (en latin : Praefectura apostolica de Sahara Occidentali) est une église particulière de l'Église catholique. Érigée en 1954, elle relève immédiatement du Saint-Siège.

## Territoire
La préfecture couvre l'intégralité du Sahara occidental.
Elle compte deux paroisses : Laâyoune et Dakhla

## Histoire
La préfecture apostolique du Sahara espagnol et de l'Ifni est érigé le 5 juillet 1954, par la bulle Summi Dei voluntate du pape Pie XII.

## Cathédrale
La cathédrale Saint-François-d'Assise ou cathédrale espagnole de Laâyoune est la cathédrale de la préfecture apostolique.

## Préfets apostoliques

### Sahara espagnol et Ifni
- 1954-1970 : Félix Erviti Barcelona

### Sahara espagnol
- 1970-1976 : Félix Erviti Barcelona

### Sahara occidental
- 1976-1994 : Erviti Barcelona
- 1994-2009 : Acacio Valbuena Rodríguez
- 2009-2013 : vacant (administrateur apostolique : Mario León Dorado)
- depuis 2013 : Mario León Dorado